# زودربورگ
زودربورگ (به آلمانی: Suderburg) یک شهر در آلمان است که در Uelzen واقع شده‌است. زودربورگ ۴٬۶۸۶ نفر جمعیت دارد.